# 知花サイト
知花サイト (ちばなサイト 英 Chibana Site) は、沖縄県の恩納村、読谷村、沖縄市にかけて所在したアメリカ陸軍のミサイル基地 (FAC6023)。沖縄返還後の1973年、陸上自衛隊那覇駐屯地白川高射教育訓練場に移管された。

## 概要
1972年5月15日の時点での基地概要
| 23 | 知花サイト | 知花陸軍補助施設 | B表: 陸自白川分屯地に移管 |
| 23 | 知花サイト | 喜名無線中継所   | B表: 陸自白川分屯地に移管 |

所在地
- 恩納村字山田
- 読谷村字親志
- コザ市 (現在の沖縄市) 字倉敷

面積：約149,700㎡

## 歴史

### 知花サイト
- 1945年: 米陸軍がミサイル基地として開設。
- 1961年: 低高度用迎撃用のホーク・ミサイルが配備された。ホーク基地は知花サイトを含め、沖縄本島と渡嘉敷島に8ヶ所。
- 1972年5月15日: 沖縄返還で知花陸軍補助施設と喜名無線中継所が統合され、知花サイトとして提供。使用目的は「通信」。

ホークミサイルの配備
|   | ホーク・ミサイル                            | 備考                        |
| 1 | ボロー・ポイント射撃場 (読谷陸軍補助施設)   | 返還                        |
| 2 | 知花サイト                                  | 陸自 白川分屯地に移管       |
| 3 | 西原第二陸軍補助施設 (ホワイト・ビーチ地区) | 陸自 勝連分屯地に移管       |
| 4 | 多野岳サイト (羽地陸軍補助施設)             | 返還                        |
| 5 | 与座岳サイト                                | 陸自 南与座分屯地に移管     |
| 6 | 知念第一サイト                              | 陸自 知念分屯地 に移管      |
| 7 | 渡嘉敷陸軍補助施設                          | 返還 国立沖縄青少年交流の家 |

### 陸上自衛隊への移管
第15高射特科連隊 白川分屯地 (157千㎡): 沖縄市白川にある管理地域と、同地域から約10㎞離れた恩納村、沖縄市にまたがる訓練地域からなる。引継ぎ白川分屯地にはホーク・ミサイル (地対空誘導弾改良ホーク) が配備されている。
- 1972年5月15日：知花サイト (150千㎡) と嘉手納弾薬庫の一部 (20千㎡) の共同使用を開始。
- 1973年4月23日：大半の施設が米軍から陸上自衛隊に移管。5月1日、コザ分屯地開設[3]。
- 1974年4月11日：コザ分屯地が白川分屯地に改称[4]。
- 1977年11月30日：共同使用地域の残り部分である嘉手納弾薬庫の一部 (20千㎡) と、隣接する嘉手納弾薬庫の一部 (11千㎡) がそれぞれ陸上自衛隊に移管。
- 1996年12月31日：マイクロウエーブ局として米空軍第18通信隊が使用していた残りの1千㎡も返還され、2000年4月1日、白川分屯地に追加された[5]。

## 参照項目
- 沖縄の米軍基地